# Лимонос
Лимо́нос (греч. Λειμώνος) — православный мужской монастырь Мифимнийской митрополии, расположенный в 14 км от города Калони на острове Лесбос в Греции.
Монастырь основан в 1526 году святым Игнатием Агаллианским на месте разрушенного византийского монастыря и иногда называется Игнатиевским монастырём (в честь своего основателя), хотя главный храм обители, построенный во второй четверти XVI века, освящён в честь архангела Михаила.
В одном из корпусов обители до 1923 года действовала школа, а уникальная библиотека содержит до 2,5 тысячи редких книг и 480 манускриптов XVI—XIX веков. Монастырь известен также богатой ризницей.
Одним из известных насельников обители был канонизированый Элладской православной церковью в лике священномучеников епископ Зильский Евфимий (Агрителлис) в честь которого в 1998 году в монастыре была освящена часовня.

## Настоятели
- архимандрит Анфим (Георгиэллис) (1890-е)